# 関戸廃寺跡

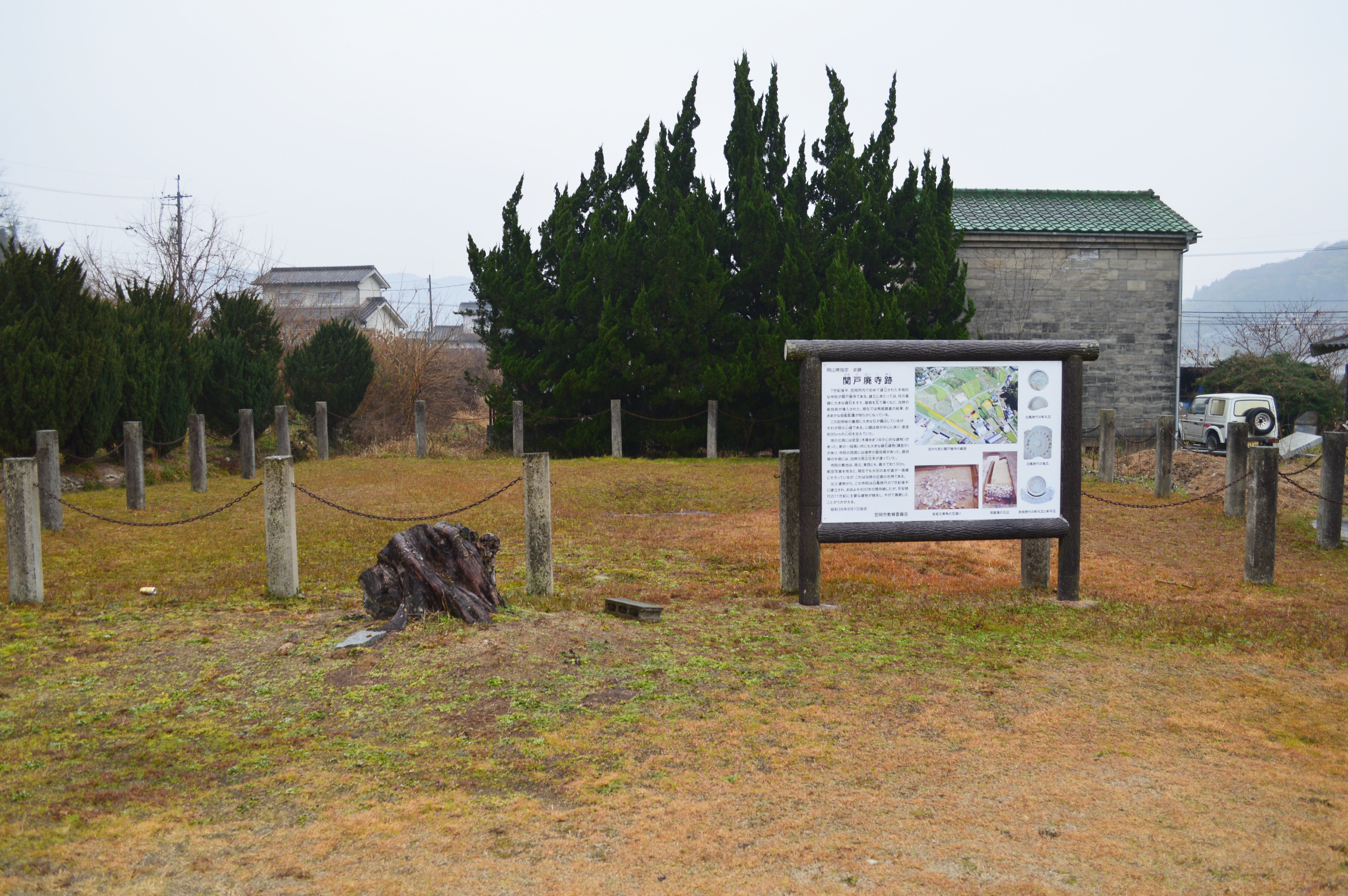
関戸廃寺跡 塔跡

関戸廃寺跡（せきどはいじあと）は、岡山県笠岡市関戸にある古代寺院跡。塔跡は岡山県指定史跡に指定されている（指定名称は「関戸の廃寺跡」）。

## 歴史

### 古代
創建は不詳。発掘調査によれば、白鳳期の7世紀後半頃の創建と推定される。笠岡市内では最古の本格的寺院であり、造営氏族としては笠臣（笠氏）や小田臣（小田氏）とする説が挙げられている。一帯の小田郡甲努郷は、古墳時代の5世紀末頃に長福寺裏山古墳群の営造が停止したのち、6世紀以降は小池古墳など笠岡市内で最も古墳が集中して築造される地域であり、甲努郷・出部郷で盛んな鉄生産を掌握して畿内勢力と結びついたことで関戸廃寺の建立に至ったと推測される。
奈良時代の8世紀後半頃には伽藍が改修されており、備中国分寺との瓦の同笵関係から、同寺ひいては備中国府との密接な関係がうかがわれる。その後、平安時代の12世紀頃には廃絶したと推測される。

### 近代以降
近代以降の変遷は次の通り。
- 1958年（昭和33年）、笠岡市指定史跡に指定[2]。
- 1962年（昭和37年）12月、塔跡の発掘調査（鎌木義昌・間壁忠彦・間壁葭子ら、1965年に概報刊行）[2]。
- 1963年（昭和38年）8月1日、塔基壇周辺が「関戸の廃寺跡」の名称で岡山県指定史跡に指定[3]。
- 1994-1995年度（平成6-8年度）、伽藍配置確認調査（笠岡市教育委員会、1997年に報告書刊行）[2]。

## 遺構

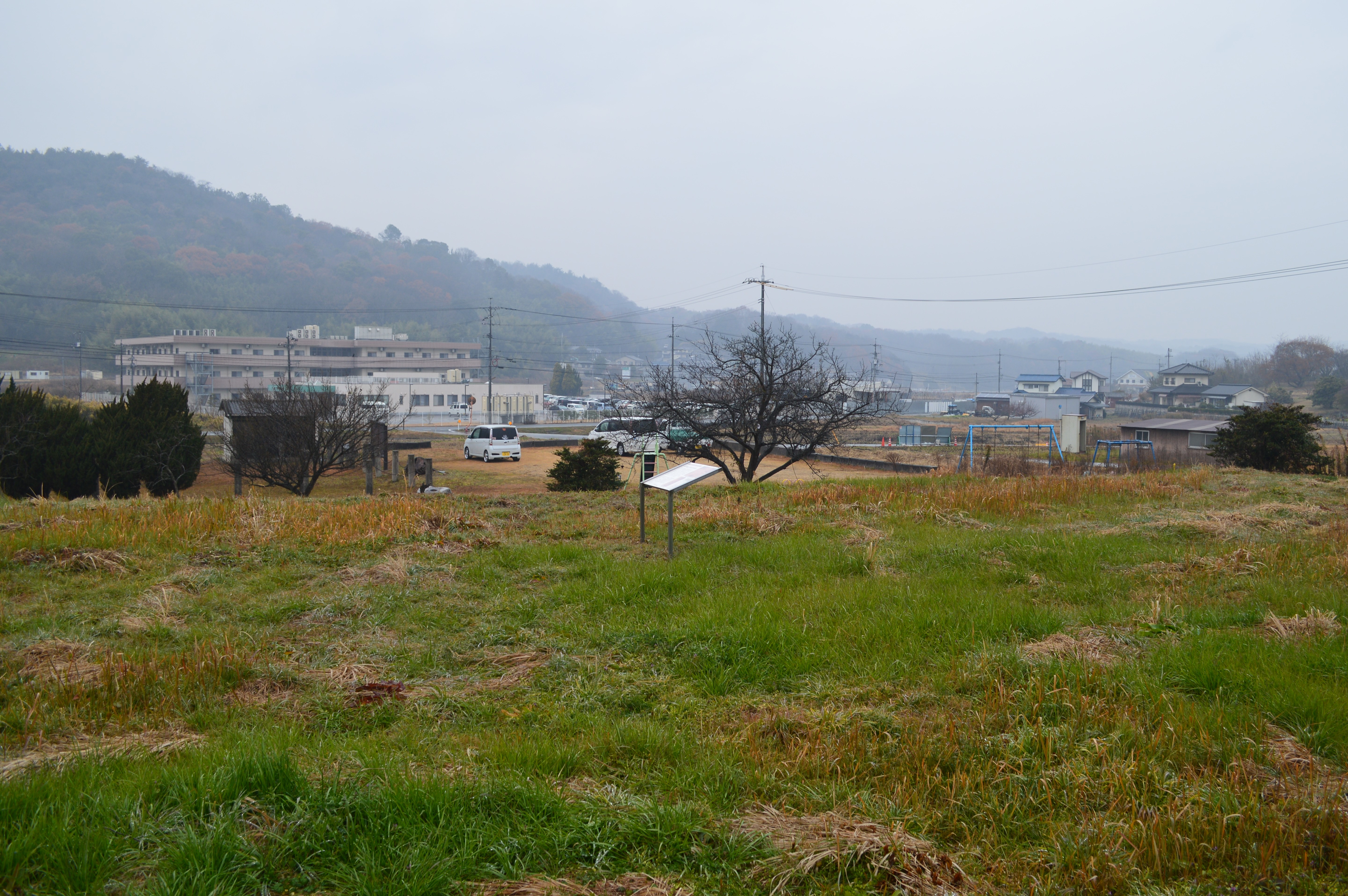
伽藍全景右に講堂跡、左奥に塔跡、右奥に金堂跡が所在。

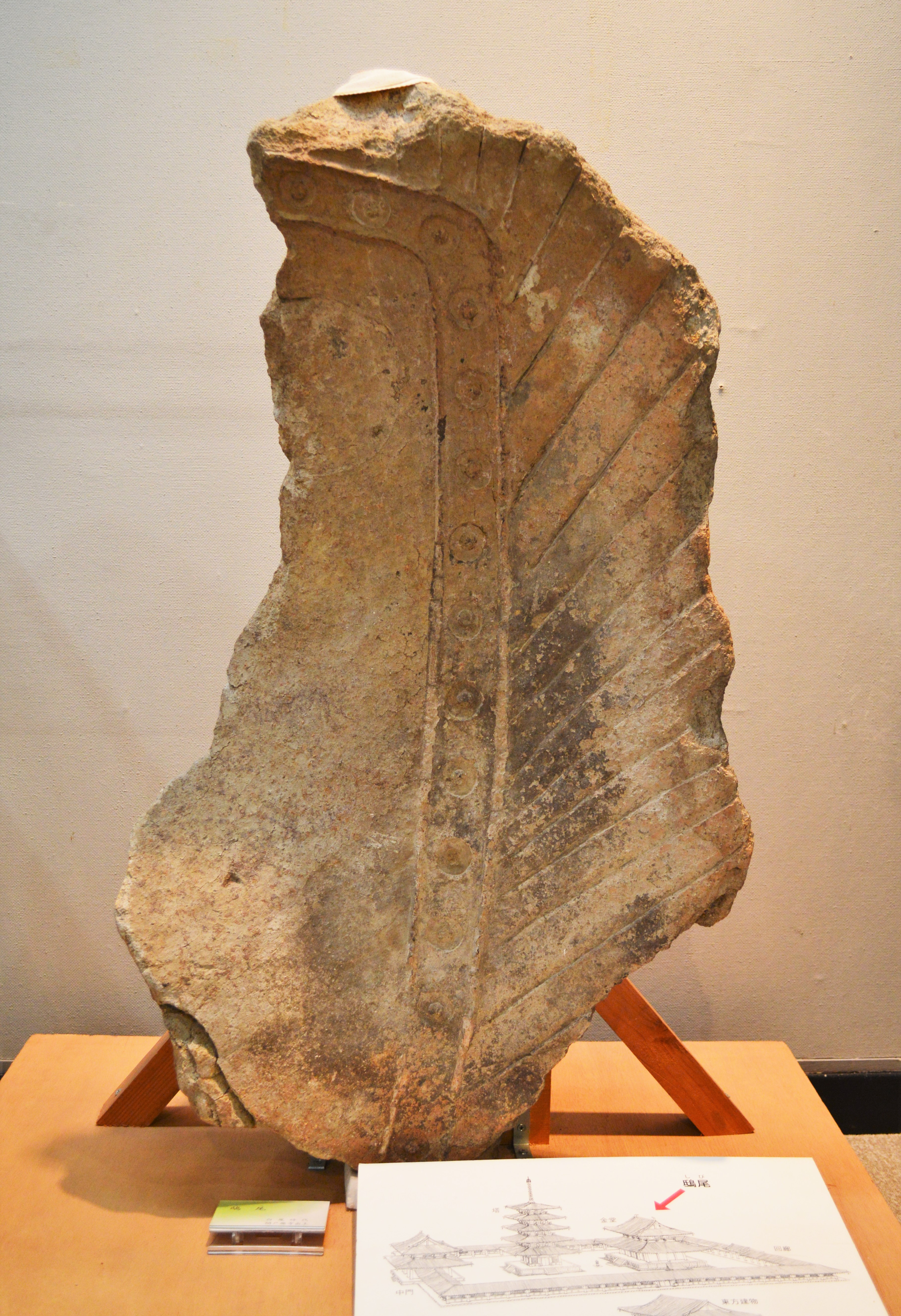
鴟尾笠岡市立郷土館展示（他画像も同様）。

寺域は南東側が欠けた五角形で、東西約130メートル・南北約130メートルを測る。西側は築地塀による区画が確認され、築地の外側には南北道が検出されている。主要伽藍として、塔・金堂が南から配され、東に講堂が配される。遺構の詳細は次の通り。
金堂
本尊を祀る建物。寺域西寄りに位置する。基壇は東西17.3メートル・南北16.55メートルを測る。基壇化粧として基壇端に平瓦が立て並べられる。
塔
釈迦の遺骨（舎利）を納めた塔。寺域西寄り、金堂の南側に位置し、金堂に次いで建立されている。基壇は一辺約12メートルを測る。基壇化粧は石積基壇。塔心礎の周囲に焼痕が認められることから、火災で焼失したと推測される。
講堂
経典の講義・教説などを行う建物。寺域東寄り、塔の東側で東西6間以上・南北4間の大型建物が検出されたことから、講堂跡と推定される。建物は数回の建て替えが認められる。礎石の石材は流紋岩。
金堂・塔の周囲には回廊が巡らされたと推測されるが、発掘調査では明確な遺構としては検出されていない。また門についても未だ検出には至っていない。
寺域からの出土品としては、多量の瓦がある。奈良時代の軒丸瓦・軒平瓦は、備中国分寺（総社市）と同笵になる。出土品の様相によれば、創建期は白鳳期の7世紀後半頃で、奈良時代の8世紀後半頃に改修され、平安時代の12世紀頃に廃絶したと推定される。

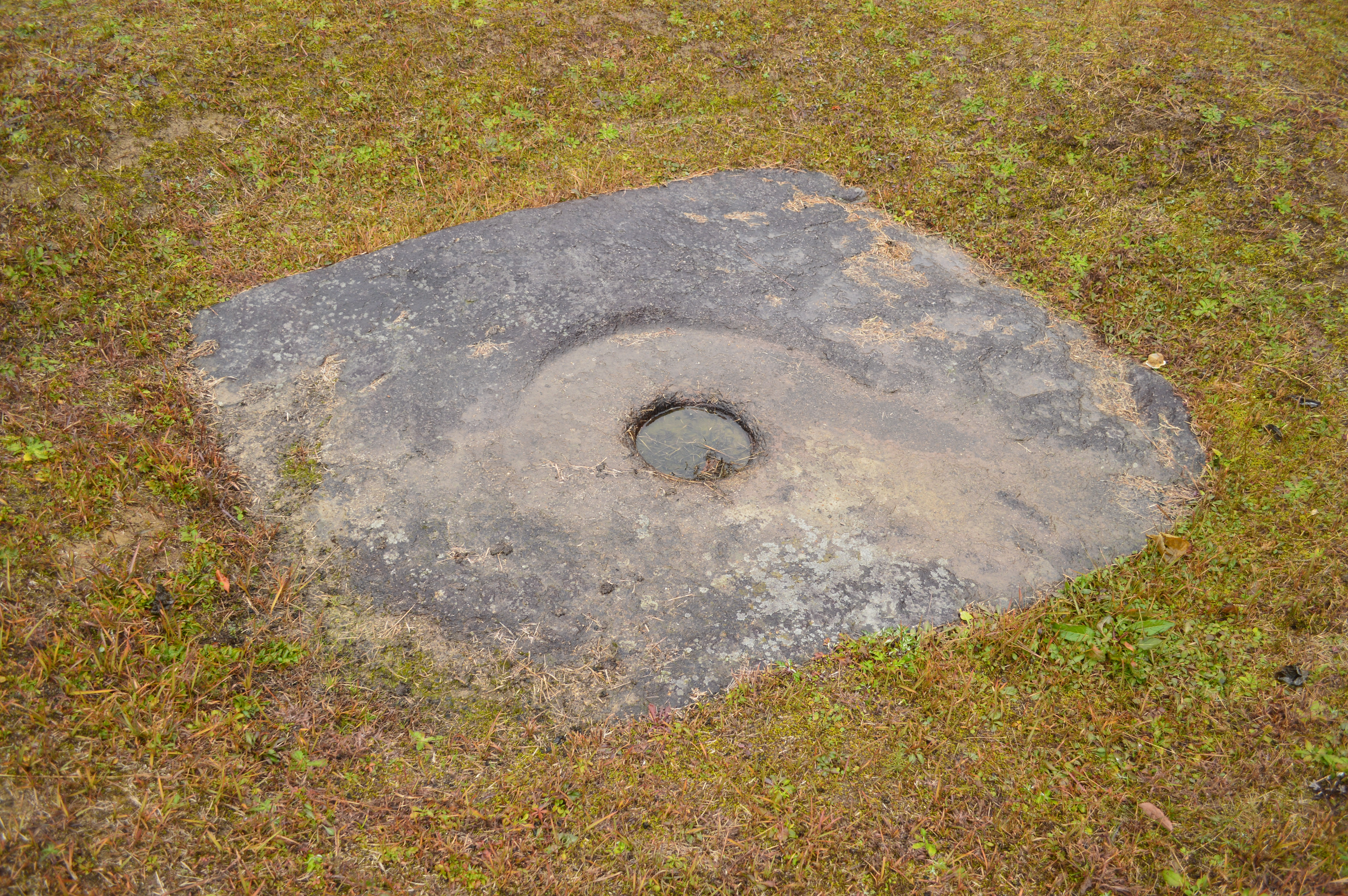
塔心礎
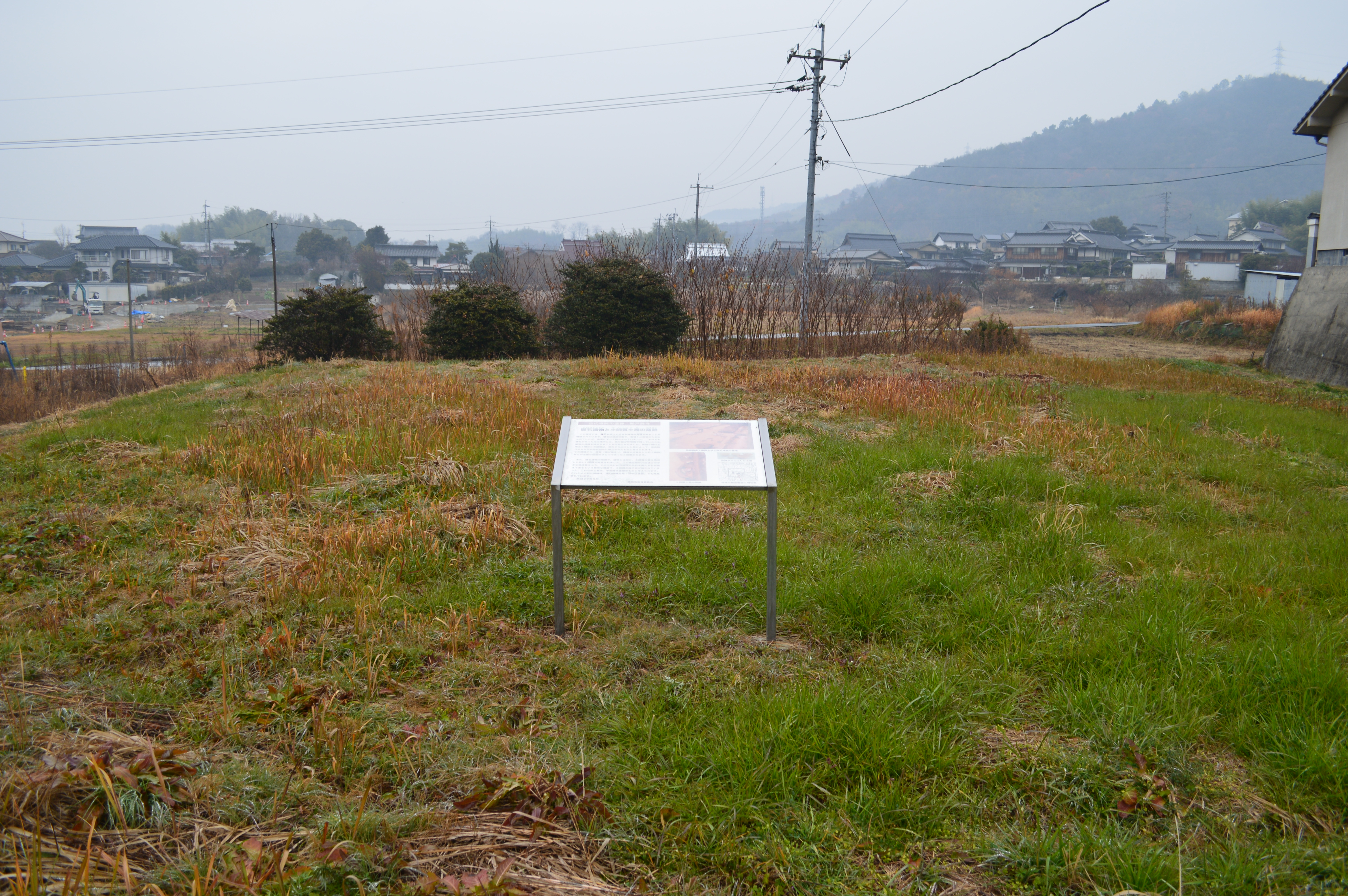
講堂跡
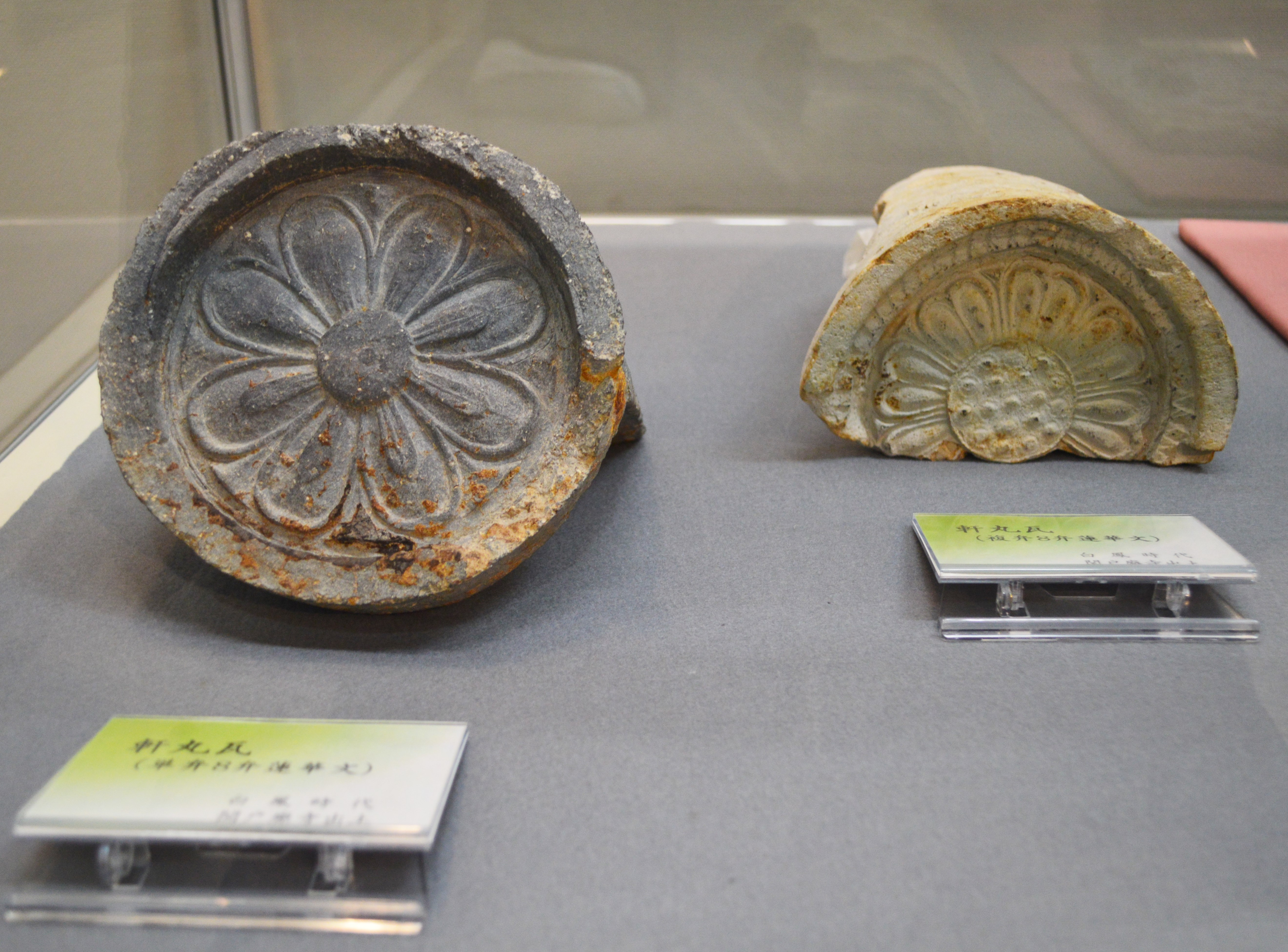
白鳳期軒丸瓦
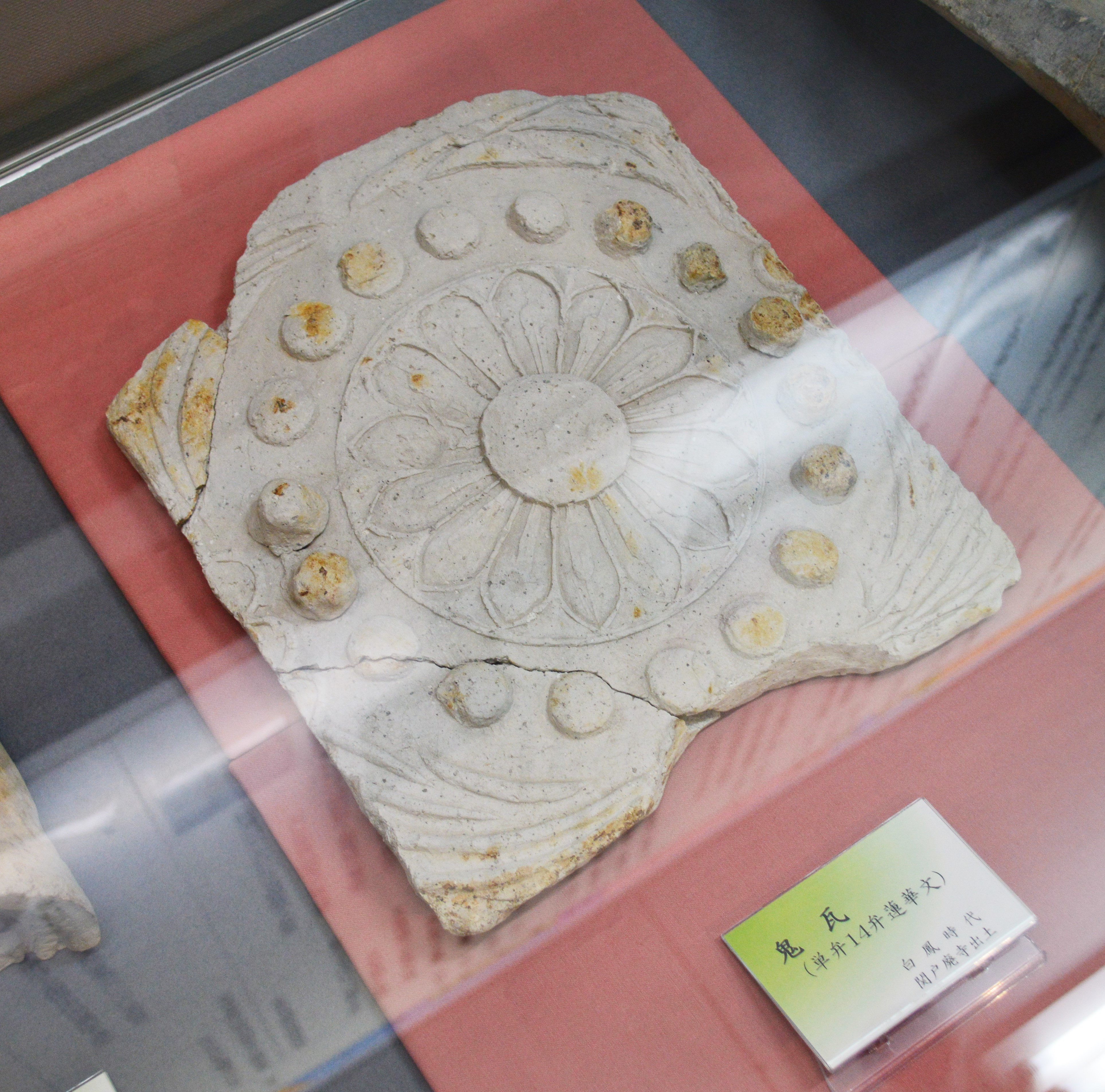
白鳳期鬼瓦
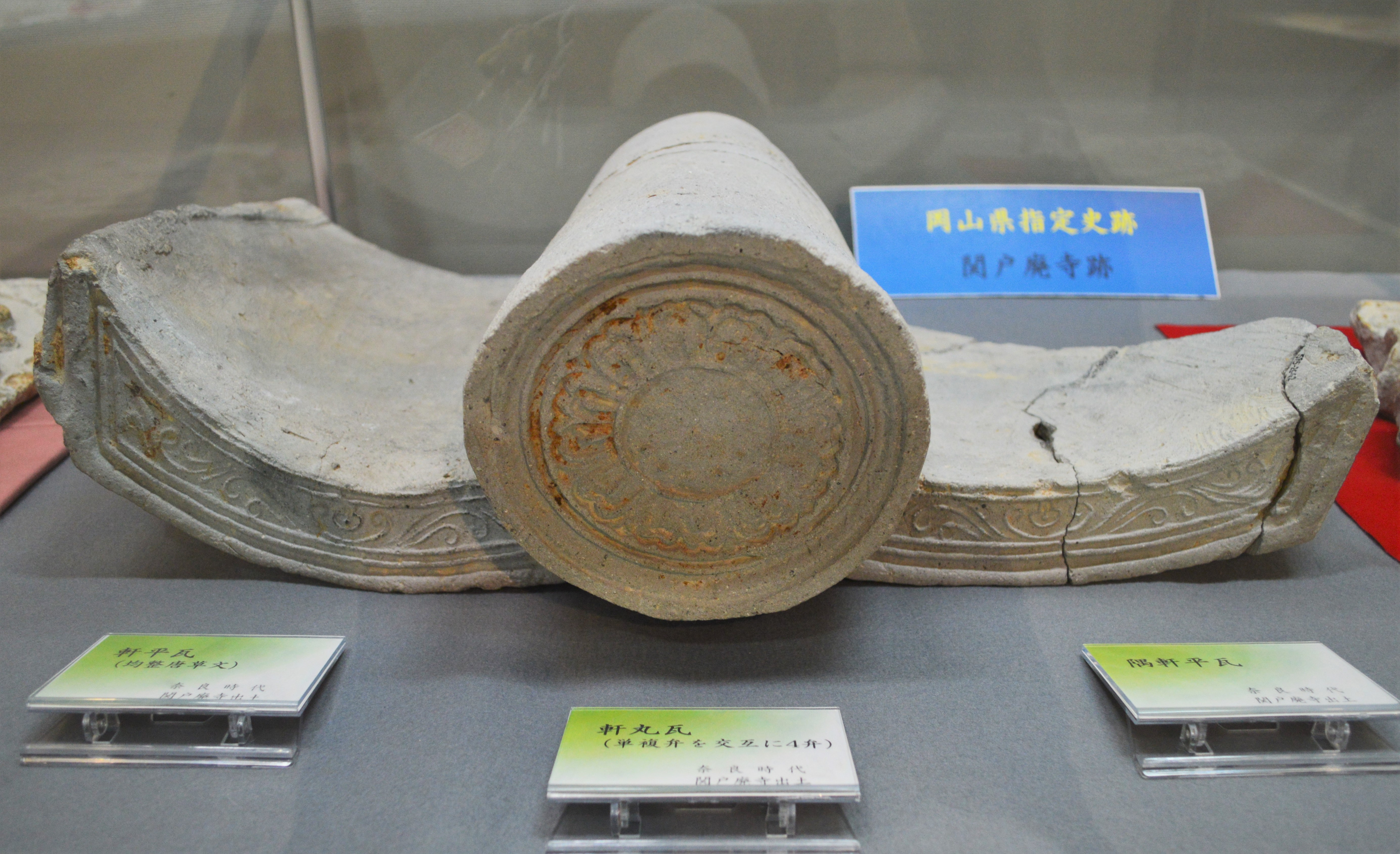
奈良時代軒丸瓦・軒平瓦
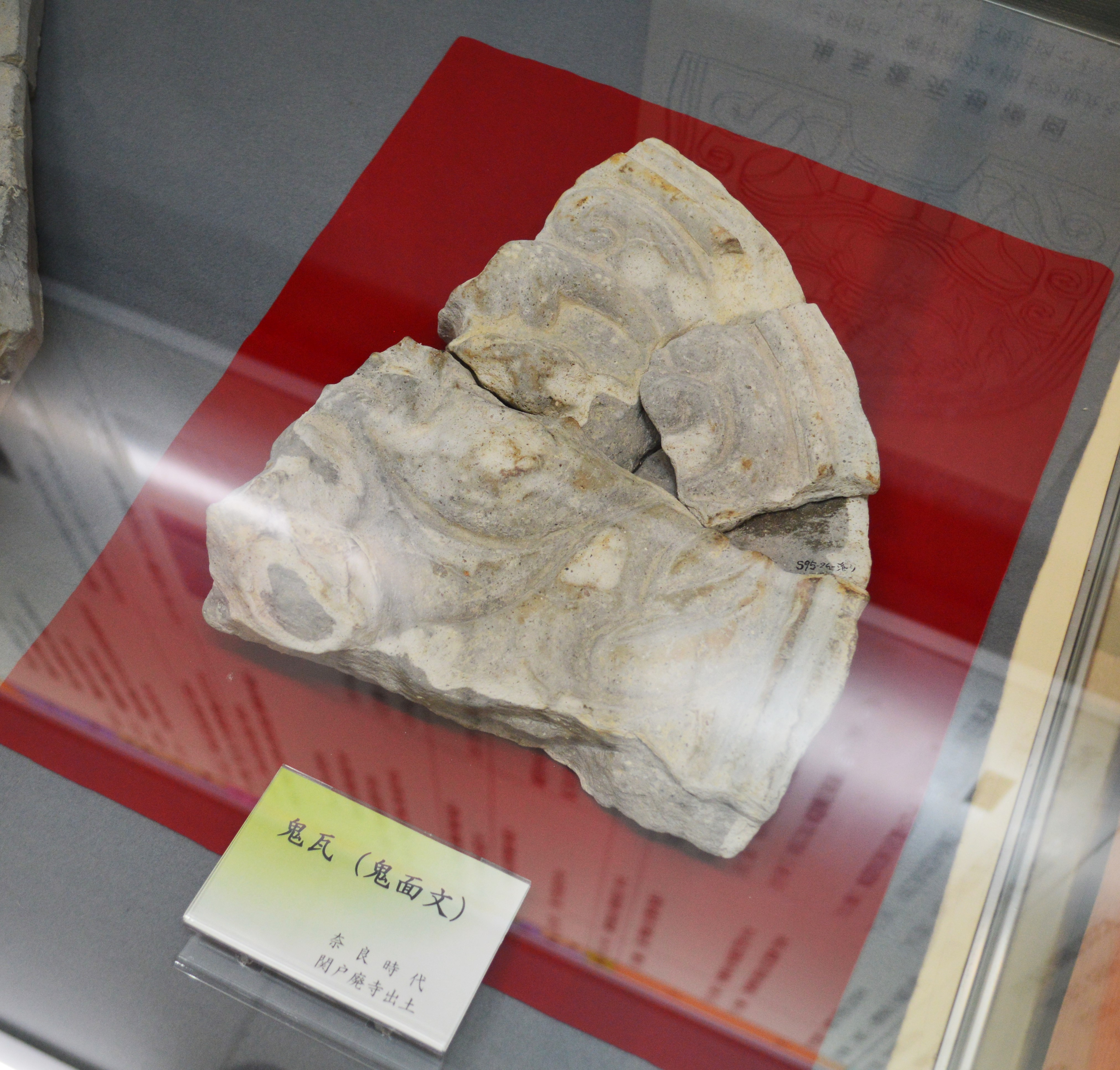
奈良時代鬼瓦

## 文化財

### 岡山県指定文化財
- 史跡
  - 関戸の廃寺跡 - 1963年（昭和38年）8月1日指定[3]。

## 関連施設
- 笠岡市立郷土館（笠岡市笠岡） - 関戸廃寺跡出土品等を保管・展示。

## 関連文献
（記事執筆に使用していない関連文献）
- 『長福寺裏山古墳群 -附関戸廃寺跡-』長福寺裏山古墳群関戸廃寺址調査推進委員会、1965年。